# جیانگسو هنگروی
جیانگسو هنگروی (انگلیسی: Jiangsu Hengrui) شرکت داروسازی چینی است، که در سال ۱۹۹۷ تأسیس شد.